# Avenida 21 de Mayo (Concepción)
La avenida 21 de Mayo es una de las principales avenidas de la ciudad de Concepción, Chile. Comunica a esta ciudad con la comuna de Hualpén. El nombre que lleva la avenida es en recuerdo del 21 de mayo de 1879, día en que se realizó el Combate Naval de Iquique.

## Historia
Esta avenida era hasta la década de 1980, una vía de tres carriles, que era el paso del tránsito de la intercomuna Concepción Talcahuano.
Luego de la remodelación de la Avenida Prat, se continuó con la Avenida 21 de Mayo, a la que se dotó de cuatro carriles separados por un bandejón central. Por sus áreas verdes laterales, al lado oriente de la avenida, se construyó la primera ciclovía de la zona entre calles Mencia de los Nidos y Diego de Almagro. Con posterioridad se construyó el Nudo Nobis, para mejorar la intersección con el Paso Superior Jorge Alessandri. Su nombre se debe, a la embotelladora Nobis ubicada en los terrenos de la esquina suroriente de este nudo.
Finalmente, se construyó un paso peatonal sobre esta importante avenida en el sector de la Vega Monumental.

## Ubicación
La avenida se encuentra en el sector norponiente de Concepción.
La avenida comienza en Calle José Gregorio Argomedo, y continúa en medio de unas lomas, para luego girar al noroeste, cruzando por el lado sur de la Laguna Redonda, siguiendo en forma recta un gran trayecto hasta llegar al sector de la Vega Monumental, donde se transforma en la Avenida Cristóbal Colón cruzando el Nudo Nobis.
Sus carriles orientales conducen hacia las comunas de Hualpén y Talcahuano y su carriles occidentales hacia el centro de Concepción.
Estos carriles están separados por un bandejón central. Al lado de los carriles orientales se encuentra de la Ciclovía de Lorenzo Arenas, siendo la primera ciclovía de la intercomuna, que data de la remodelación de la Avenida 21 de Mayo a principios de la década de 1990. En la zona de la Vega Monumental existen además dos vías de servicio para los paraderos. Sobre este punto se encuentra el paso Peatonal de la Vega Monumental, que posee un par de ascensores y algunos locales.

## Prolongación
- Al norte:
  - Avenida Cristóbal Colón
- Al sur:
  - Avenida Arturo Prat

## Puntos Relevantes
Además de ser una avenida principal de la ciudad, 21 de mayo es muy importante ya que por ella se acceden a varios de los comercios y puntos turísticos más importantes y populares de la ciudad.
Entre ellos se encuentran:
- Vega Monumental
- Laguna Redonda
- Colegios y Escuelas, como:
  - Santa Luisa
  - Laguna Redonda
  - Marina de Chile
- Poblaciones, como:
  - Lorenzo Arenas
  - Miraflores
  - 21 de mayo
  - Juan Pablo II
  - Gabriela Mistral

- Datos: Q5713255